# 李日爗
李日爗，字咸甫，号旭寰，福建安溪县人，明朝政治人物。

## 生平
天啓五年（1625年），李日爗中式乙丑科三甲第三百三十二名进士。由中书历宦廣西按察司佥事、整饬右江兵备，官至广东布政使司参政。

## 家族
父李栻，萬曆癸丑進士，官雲南按察使。嫡母趙氏，贈淑人。继母黄氏，封淑人。生母蔡氏，封孺人。
娶户部主事吳天策女，封孺人。子李光堅，聘任廣東布政司右參議、提督糧儲黄日昌女，次子李光奎，聘見任詹事府詹事、掌瀚林院事黄景昉女。